# The Blue Hearts
The Blue Hearts var ett japanskt punkband, aktivt från 1985 till 1995.

## Senaste medlemmar
- Hiroto Kōmoto – sång, munspel
- Masatoshi Mashima – gitarr, bakgrundssång
- Junnosuke Kawaguchi – elbas, bakgrundssång
- Tetsuya Kajiwara – trummor

## Diskografi
- 1987 – The Blue Hearts
- 1987 – Young And Pretty
- 1988 – Train-Train
- 1990 – Bust Waste Hip
- 1991 – High Kicks
- 1993 – Stick Out
- 1993 – Dug Out
- 1995 – Pan